# Parafia św. Jadwigi Śląskiej w Poznaniu
Parafia pw. Świętej Jadwigi Śląskiej w Poznaniu – parafia rzymskokatolicka znajdująca się w archidiecezji poznańskiej w dekanacie Poznań-Łazarz. Erygowana w 1979. Mieści się przy ulicy Cyniowej.